# Gornja Rovca Bulatovići
Gornja Rovca Bulatovići (en serbe cyrillique : Горња Ровца Булатовићи) est un village du centre du Monténégro, dans la municipalité de Kolašin.

## Démographie

### Évolution historique de la population
| 1948 | 1953 | 1961 | 1971 | 1981 | 1991 | 2003 |
| ---- | ---- | ---- | ---- | ---- | ---- | ---- |
| 325  | 399  | 393  | 340  | 251  | 193  | 147  |